# Jean Duthilleul
Ne pas confondre avec son fils, Jean-Marie Duthilleul (1952-), également architecte.
Pour les articles homonymes, voir Duthilleul.
Jean Duthilleul est un architecte français né le 8 août 1913 au Grand-Pressigny (Indre-et-Loire) et mort le 19 janvier 2010 dans le 7e arrondissement de Paris. Il est le père de l'architecte Jean-Marie Duthilleul et de la comédienne Laure Duthilleul.
Il est diplômé en architecture de l'École des Beaux-Arts de Paris le 13 novembre 1945. Il s'installe d'abord à Boulogne-sur-Mer, puis rapidement à Paris. Il a son cabinet rue de Villersexel.
Grand architecte pionnier de la reconstruction avec la fourniture de milliers de logements à son actif, il est à l'origine du mot qui sera désormais utilisé pour les grandes opérations de logements en France : le « Grand ensemble ».

## Principales réalisations
Dans les années 1950, il participe au mouvement de décentralisation de la culture décidé par André Malraux.

### Équipements
- Maison de la culture de Bourges, 1963
- Maison de la culture d'Amiens
- Maison de la culture d'Orléans
- Église Saint-Jean-Marie-Vianney à Rueil-Malmaison (Hauts-de-Seine), 1961, avec Pierre Sonrel
- Synagogue de Massy (avec Pierre Sonrel)
- Lycée français de Madrid, 1967, avec Pierre Sonrel et Alfredo Rodriguez Orgaz
- Centre commercial de Massy

### Logement
- La Celle-Saint-Cloud, ensemble de pavillons et immeubles dans un grand parc partagé - le Domaine Saint François d'Assise (en collaboration avec MM. Sonrel & Guibert).
- Quartier de Caucriauville au Havre, avec Henri Loisel et Gérard Ernoult
- Grand ensemble de Massy-Antony (Essonne). 9 266 logements pour 35 000 habitants : c'est un des premiers grands ensembles décidés par le Commissariat à la construction et à l'urbanisme pour la région parisienne en avril 1956, deux ans après le lancement par la SCIC (Caisse des dépôts) de l'opération de Sarcelles
- Grand ensemble de 400 logements HLM, à Rueil-Plaine-Gare, à la demande de la Caisse des dépôts.
- Nombreuses opérations immobilières sur l'ancien Îlot insalubre numéro 7 à Paris, avec Pierre Sonrel, pour la SCIC : la Cité du Pressoir délimitée par les rues Julien-Lacroix, Maronites, Pressoir et Couronnes ; l'ensemble délimité par les rues Rampal, Belleville, Jules-Romains, Rébeval ouest, Atlas et Lauzin.
- Tour de la Santé, 79, rue de la Santé & boulevard Auguste Blanqui, Paris 13e, 1973, 18 étages (avec Pierre Sonrel et André Gonnot)